# 이와키 산 신사

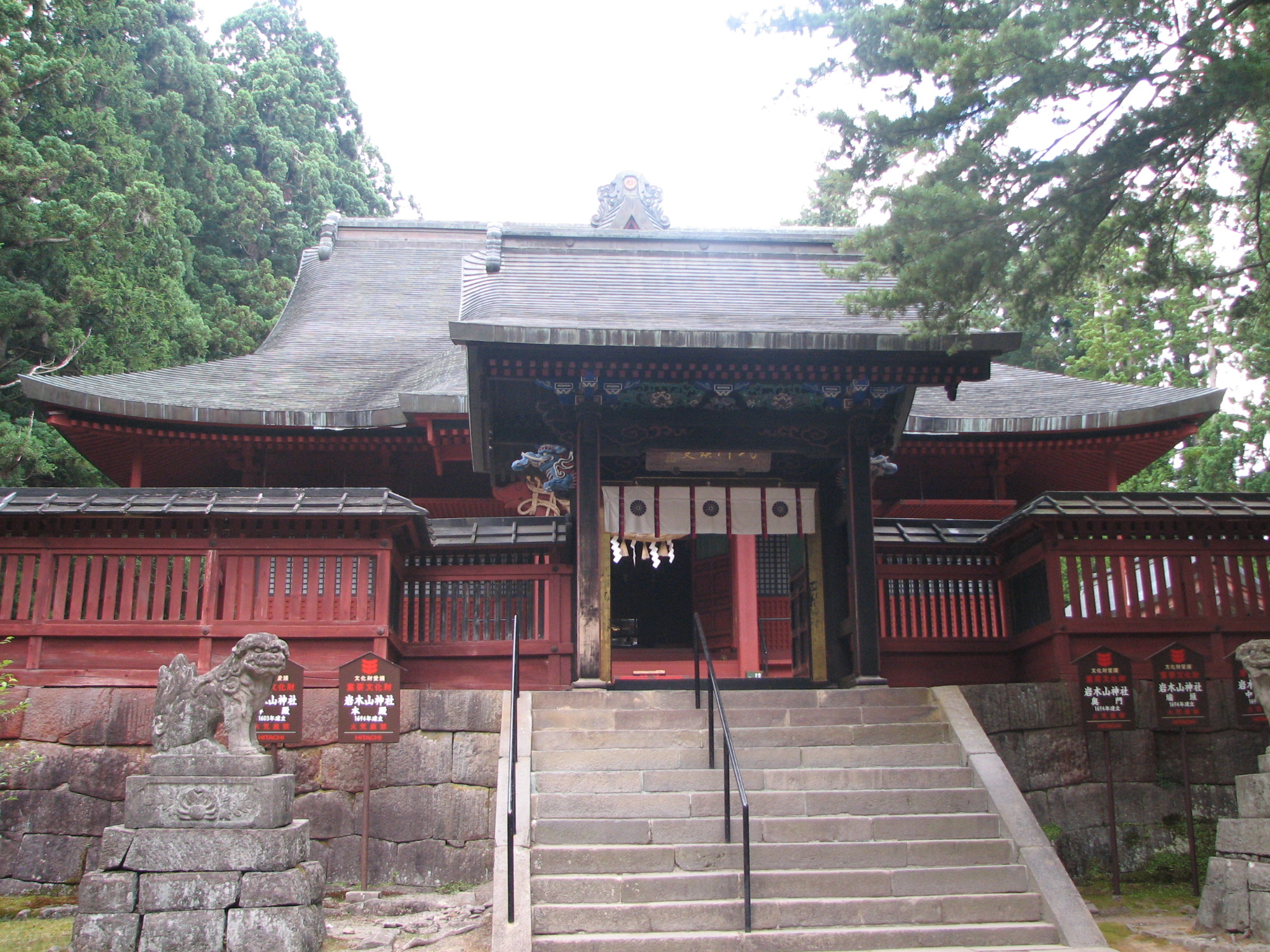
이와키 산 신사

이와키 산 신사(일본어: 岩木山神社 이와키야마진쟈[*])은 아오모리현 히로사키시 이와키 산 남쪽 기슭에 있는 신사이다.